# Gene oncosoppressore
Un gene oncosoppressore (o semplicemente oncosoppressore) è un gene che codifica per prodotti che agiscono negativamente sulla progressione del ciclo cellulare proteggendo in tal modo la cellula dall'accumulo di mutazioni potenzialmente tumorali.

## Storia
Alla base della loro scoperta vi è l'ipotesi dei due colpi, elaborata nel 1971 da Alfred George Knudson in merito a casi di retinoblastoma.
Knudson osservò che l'età di insorgenza del retinoblastoma segue cinetiche del secondo ordine, che sottendono la presenza di due eventi genetici indipendenti. Egli ipotizzò che fossero sufficienti mutazioni a carico di un singolo gene, ma che tale gene dovesse essere mutato presso entrambi gli alleli. Le mutazioni degli oncogeni, invece, coinvolgono solitamente un singolo allele, dal momento che si tratta di mutazioni gain of function.
A differenza degli oncogeni, solitamente gli oncosoppressori seguono l'ipotesi dei due colpi, che implica che entrambi gli alleli di un determinato gene siano mutati perché si manifesti un effetto. Ciò è dovuto al fatto che, qualora un solo allele sia danneggiato, il secondo resterebbe in ogni caso in grado di generare una proteina corretta. In altre parole, le mutazioni dei geni oncosoppressori sono solitamente recessive, mentre quelle degli oncogeni sono comunemente dominanti.
Esistono diverse eccezioni alla regola dei due colpi. Ad esempio alcune mutazioni di p53 possono indurre un fenotipo dominante negativo, che consiste in una proteina p53 in grado di impedire il corretto funzionamento della proteina corretta sintetizzata a partire dall'allele non mutato. Altre eccezioni sono legate agli oncosoppressori che manifestano una cosiddetta aploinsufficienza, come avviene ad esempio per l'inibitore del ciclo cellulare p27.

## Caratteristiche
Gli oncosoppressori favoriscono la differenziazione cellulare o l'apoptosi in caso di danno irreparabile al DNA. Quando tali geni sono assenti o inattivati - ad esempio in seguito all'insorgenza di una mutazione - la cellula può progredire verso la trasformazione in cellula cancerosa, solitamente in presenza di altre modificazioni genetiche.

## Funzioni
I geni oncosoppressori - o più precisamente le proteine da essi codificate - assolvono ad una grande varietà di funzioni, generalmente in contrasto con le funzionalità espresse dagli oncogeni. Se gli oncogeni infatti, nella maggioranza dei casi, presiedono a tutti i meccanismi di accrescimento e proliferazione cellulare, gli oncosoppressori si pongono come limite a tali funzioni.
Più nel dettaglio, le funzioni degli oncosoppressori possono essere le seguenti.
1. Repressione di geni essenziali per la prosecuzione del ciclo cellulare. Se tali geni non sono espressi, la cellula non sarà in grado di progredire verso la mitosi.
2. Interruzione del ciclo cellulare in caso di DNA danneggiato. Finché in una cellula è presente DNA danneggiato non riparato, essa non è in grado di dividersi. Solo se il DNA viene riparato, la cellula può proseguire con il ciclo.
3. Avvio dell'apoptosi. Se il danno non può essere riparato, nella cellula viene avviata l'apoptosi, un processo di morte cellulare programmata che rimuove il rischio che tale cellula possa nuocere all'organismo.
4. Soppressione di metastasi. Diverse proteine coinvolte nell'adesione cellulare sono in grado di impedire alle cellule tumorali di disseminarsi nell'organismo (un processo definito metastasi) e di ripristinare l'inibizione da contatto.[5][6]

## Esempi
Sono stati individuati diversi geni oncosoppressori. Il primo a essere stato caratterizzato è stato quello che codifica la proteina del retinoblastoma (pRb, la cui mutazione è correlata con l'insorgenza del retinoblastoma di tipo 1), anche se recentemente tale polipeptide è stato proposto anche come fattore di sopravvivenza tumorale.
Successivamente sono stati individuati importanti oncosoppressori come la proteina p53 (codificata dal gene TP53), implicata nella regolazione del ciclo cellulare e nell'induzione della morte cellulare programmata (apoptosi) in caso di gravi danni al DNA. La perdita di omozigosi di p53 è presente nel 70% dei carcinomi del colon, nel 30-50% dei casi di cancro alla mammella e nel 50% del carcinoma del polmone. Una p53 mutata è coinvolta anche nella patofisiologia delle leucemie, dei linfomi, dei sarcomi e dei tumori neurogenici. Anormalità nel gene della p53 possono anche essere ereditarie, con sviluppo della sindrome di Li-Fraumeni (LFS), che incrementa il rischio di sviluppare vari tipi di cancro.
Anche PTEN è un oncosoppressore, perché il suo prodotto proteico si oppone all'azione della PI3K, essenziale per l'attivazione di Akt, fattore pro-tumorale. Altri esempi di oncosoppressori sono il gene APC, coinvolto nel tumore del colon-retto, BRCA1, che controlla il ciclo cellulare e le cui mutazioni sono correlate con il cancro alla mammella, e CD95.